# جان ميشيل بيسموت
جان ميشيل بيسموت (مواليد 26 فبراير 1948) عالم رياضيات فرنسي عمل أستاذاً في جامعة باريس الجنوبية منذ عام 1981. تغطي مسيرته الرياضية فرعين مختلفين على ما يبدو للرياضيات: نظرية الاحتمالات والهندسة التفاضلية. تلعب الأفكار من الاحتمالات دورًا مهمًا في أعماله في الهندسة، وفي عام 2021 حصل على جائزة شو. 